# Mandur László
Mandur László (Csömör, 1958. február 12. – 2020. október 13.) politikus, közgazdász, fotográfus, 2002–2013 között országgyűlési képviselő (MSZP), 2002 és 2010 között az Országgyűlés alelnöke.

## Életpályája
A középiskolát 1976-ban fejezte be, 1979-ben a Közlekedési és Távközlési Műszaki Főiskolán szerzett mérnöki diplomát. Ezután a Betonútépítő Vállalatnál dolgozott a Ferihegyi Repülőtér építkezésén. 1981-től 1989-ig a KISZ vezető munkatársa volt, először a VI. kerület KISZ-titkára, majd a Budapesti KISZ-Bizottság titkára volt. 1989-től a Budapest Rádió Zrt. Ügyvezető igazgatója, majd 1997-től 1998-ig az Antel Invest Kft. Ügyvezető igazgatója és vezérigazgatója. A Budapesti Közgazdaságtudományi Egyetemen 1991-ben  végzett. 1991-ben okleveles könyvelő képesítést szerzett. 1992-től a Honline Kft. és a Trangon Bt. ügyvezető igazgatójaként dolgozott. 2000-től 2002-ig a Hortobágyi Halgazdaság Rt. igazgatóságának tagja, majd elnöke volt. Az Óbudai Hajógyári Sziget Vagyonkezelő Vállalat felügyelő bizottságának a tagjaként tevékenykedett 1996 és 1999 között. 1999-től 2000-ig a Budapest Rt. Vízművek igazgatóságának is tagja volt.
1989-ben a Magyar Szocialista Párt (MSZP) alapító tagja, 1994 és 1997 között a budapesti III. kerületi elnökség tagja, 1999-től a budapesti párttanács tagja, 2003. február 22-étől a budapesti szervezet elnöke.
Az 1994 decemberi önkormányzati választáson az MSZP polgármesterjelöltje volt Budapest III. kerületében, és bár a polgármesterválasztáson alul maradt, a kerületi képviselőtestületnek tagja lett, és 1997-ig az MSZP frakciójának vezetője volt. 1998 és 2000 között a Fővárosi Közgyűlés Közbeszerzési Bizottságának tagja. 1998 májusában indult a parlamenti választáson, de mandátumot nem szerzett. A 2002-es országgyűlési választás idején részt vett Medgyessy Péter miniszterelnök-jelölt kampánycsapatában, és a budapesti listáról bejutott a parlamentbe. 2002. május 15. és 2010. május 13. között az Országgyűlés alelnöke volt. A 2006-os és 2010-es parlamenti választásokon országos listáról kapott mandátumot. 2013. november 18-án lemondott parlamenti képviselői megbízatásáról, mert kinevezték a Közszolgálati Közalapítvány igazgatósági tagjává, 2019-ig volt az alapítvány kuratóriumának tagja.
Mindvégig, az országgyűlés alelnökeként is hű maradt hivatásként szeretett hobbijához, a fotózáshoz. Képei hazai is külföldi kiállításokon is megjelentek. Albumai mellett képregényt is alkotott.
2020. október 13-án, 62 éves korában hunyt el.

## Magánélete
Felesége Lantos Erzsébet volt.[forrás?]

## Díjai, elismerései
- Csömör díszpolgára (2020).[4]

## Szervezeti tagságai
- a Magyar Fotóművészek Szövetsége tagja,
- a Magyar Közgazdasági Társaság tagja,
- a Közlekedéstudományi Egyesület tagja.